# ヤーキス天文台
ヤーキス天文台（ヤーキスてんもんだい、英: Yerkes Observatory）は、アメリカ合衆国ウィスコンシン州ウィリアムズベイにあるシカゴ大学所属の天文台である。ヤーキス天文台は1897年に資本家チャールズ・T・ヤーキスの援助を受けたジョージ・エラリー・ヘールによって設立された。この天文台はそれまでの、単なる望遠鏡と観測者の収容施設という天文台の考え方を変え、物理学や化学の研究室と観測装置とが統合された施設という近代的な概念を代表する天文台となった。ヤーキス天文台には有名な光学技術者のアルヴァン・クラークが製作した口径102cm（40インチ）屈折望遠鏡が存在する。この巨大な望遠鏡は1893年に開催されたシカゴ万博に展示されて来場者を驚かせた。現在でも屈折望遠鏡としては世界最大である。
この大屈折望遠鏡に加えて、ヤーキス天文台には口径102cm（40インチ）と61cm（24インチ）の反射望遠鏡もある。その他いくつかの小口径の望遠鏡が教育目的に使われている。
ヤーキス天文台で現在行なわれている研究には、星間物質の研究、球状星団の形成、赤外線天文学、地球近傍天体の研究などがある。さらにシカゴ大学はこの天文台内に大規模な技術センターを所有しており、科学実験装置の開発・メンテナンスを行なっていた。2019年に閉館し、修復作業を経て、2022年に見学施設として再オーブンした。

## 売却計画
2005年3月にシカゴ大学は、ヤーキス天文台の施設と土地を売却する計画を明らかにした。最初の報道では、この計画に興味を持つ団体として二者が挙げられていた。一つは東海岸の開発業者であるミルボー (Mirbeau) 社で、彼らはこの土地に高級住宅を建設することを希望していた。もう一つはウィリアムズベイにキャンパスを持つオーロラ大学であった。これに対して地元の環境保護団体である Geneva Lake Conservancy は、歴史的に重要なヤーキス天文台の建造物や望遠鏡を教育・研究のために残すことだけでなく、約77エーカー (312,000m2) に及ぶ、開発の手が入っていない貴重な緑豊かな湖畔の土地や森林を保存することは重要だとする立場を取った。6月7日にシカゴ大学は、天文台とその周辺30エーカーの土地、及びこの区域に含まれる湖岸全てを保存するという条件付きで、天文台施設を800万ドルでミルボー社に売却すると発表した。ミルボー社の計画によれば、大規模な温泉施設を持つ100室のリゾートホテル、来客用の駐車場、その他補助施設が、ジェネーバ湖の21マイルに及ぶ湖岸に面した人手の入っていない自然豊かな森林の中に造られることになっている。この天文台の土地は100年以上前に、ニューヨークのセントラル・パークを設計した有名な造園家のフレデリック・ロー・オルムステッドによって設計されたものである。

## 大衆文化に登場する天文台

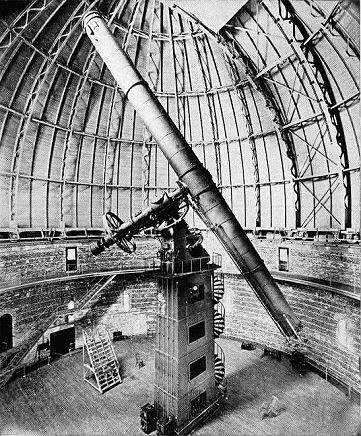
ヤーキス天文台の102cm屈折望遠鏡（1897年撮影）

ヤーキス天文台は1996年の映画『チェーン・リアクション』の舞台の一つとして使われている。この映画では天文台の敷地内での銃撃戦や凍ったジェネーバ湖の上でエアボートによる追跡劇などが行なわれた。また映画の登場人物の一人は最初の登場シーンで、この天文台の40インチ屈折望遠鏡を肉眼で覗いている。